# Matti Klinga
Matti Klinga, né le 10 décembre 1994, est un footballeur finlandais évoluant actuellement au poste de milieu de terrain au HJK Helsinki.

## Palmarès
- Vainqueur de la Coupe de la Ligue finlandaise en 2013 avec le FC Lahti